# Pseudeuchromia praecontinua
Pseudeuchromia praecontinua là một loài bướm đêm trong họ Geometridae.